# سیدلر (کندوان)
سیدلَر یک روستا در ایران است که در بخش کندوان شهرستان میانه در استان آذربایجان شرقی واقع شده‌است.
از مکان‌های دیدنی این روستا می‌توان به مسجد سنگی سید عرفان و چشمه‌های آب به نام‌های یدی بلاغ، چاناخ بلاغی، سووخ بلاغی، پالتی بلاغ و باغ‌های زیبای بیوک زمی، آلچایچایی، اسد باغی، کول دمی و… اشاره کرد.
این روستا به خاطر جاذبه های گردشگری و مناطق كوهستانی و جنگلی و باغ هایی كه دارد این روستا را به مكانی زیبا برای كسانی كه به دنبال ارامش در هوای پاك و دلچسب هستند تبدیل كرده است. این روستای زیبا به عنوان یكی مناطق هم مرز با استان اردبیل می باشد. و به دلیل نزدیكی به این شهر همواره مورد توجه مردم این شهر نیر بوده است. همسایگان همجوار این روستا توشمانلو و آرموداق می باشند. بیشتر محصولات باغی این روستا سیب، زردآلو، گردو، گیلاس، البالو، گوجه سبز، انواع الو و انگور و... می باشد كه جنبه صادراتی نیز دارد و به عنوان یكی از قطب تامین كننده میوه كمك بزرگی به اقتصاد كشور می كند. كوهها و كوهستانهای این روستا سرشار از گیاهان دارویی می باشد كه در بیشتر موارد در درمان بیماری ها استفاده خوبی دارد. این روستا دارای بناهای تاریخی زیادی می باشد و وجود مقبره امام زاده عرفان در این روستا باعث جذب افراد گردشگر از دیگر مناطق گردیده است. از لحاظ امكانات رفاهی نیز این روستا دارای آب، برق، گاز ، اینترنت تلفن و راه آسفالت می باشد.

## جمعیت
این روستا در دهستان گرمه شمالی قرار دارد و براساس سرشماری مرکز آمار ایران در سال ۱۳۹۵، جمعیت آن ۸۲۱ نفر (۳۰۲ خانوار) بوده‌است.